# 公害健康被害補償不服審査会
公害健康被害補償不服審査会（こうがいけんこうひがいほしょうふふくしんさかい）は、日本の環境省の審議会等の一つ。公害健康被害補償法に基づき1974年に設置された機関である。

## 概要
職務として公害健康被害補償法第106条第2項及び石綿被害救済法第75条第1項第1号の規定による審査請求の事件を取り扱うことが規定されている。主に水俣病や大気汚染やアスベストの健康被害に関する審査で注目されている。地方自治体等の処分に不服がある場合は、処分の通知を受けた日から2か月以内に審査会へ審査請求できる。審査会の採決には法的拘束力があり、地方自治体は従わなければならない。
委員は医師や法律家など6人であり、両議院の同意を経て環境大臣が任命する国会同意人事である。委員の任期は3年である。